# Kievskaïa (métro de Moscou, ligne Filiovskaïa)
Kievskaïa (en russe : Ки́евская et en anglais : Kiyevskaya) est une station de la ligne Filiovskaïa (ligne 4 bleu clair) du métro de Moscou. Elle est située sur le territoire du raïon Dorogomilovo dans le district administratif ouest de Moscou.

## Situation sur le réseau
Établie en souterrain à 9 mètres sous le niveau du sol, la station Kievskaïa est située au point 33+02,6 de la ligne Filiovskaïa (ligne 4 bleu clair), entre les stations Vystavotchnaïa (en direction de Mejdounarodnaïa), ou Stoudentcheskaïa (en direction de Kountsevskaïa), et Smolenskaïa (en direction de Aleksandrovski sad).

## Histoire
La station Kievskaïa est mise en service le 20 mars 1937, lors de l'ouverture à l'exploitation d'un prolongement vers la gare de Kiev.